# Hoffmanobolidae
Hoffmanobolidae é uma família de milípedes pertencente à ordem Spirobolida.
Género:
- Hoffmanobolus Shelley, 2001